# Heteropterna orozi
Heteropterna orozi är en tvåvingeart som beskrevs av Papp 2006. Heteropterna orozi ingår i släktet Heteropterna och familjen platthornsmyggor.
Artens utbredningsområde är Thailand. Inga underarter finns listade i Catalogue of Life.